# Лимский метрополитен

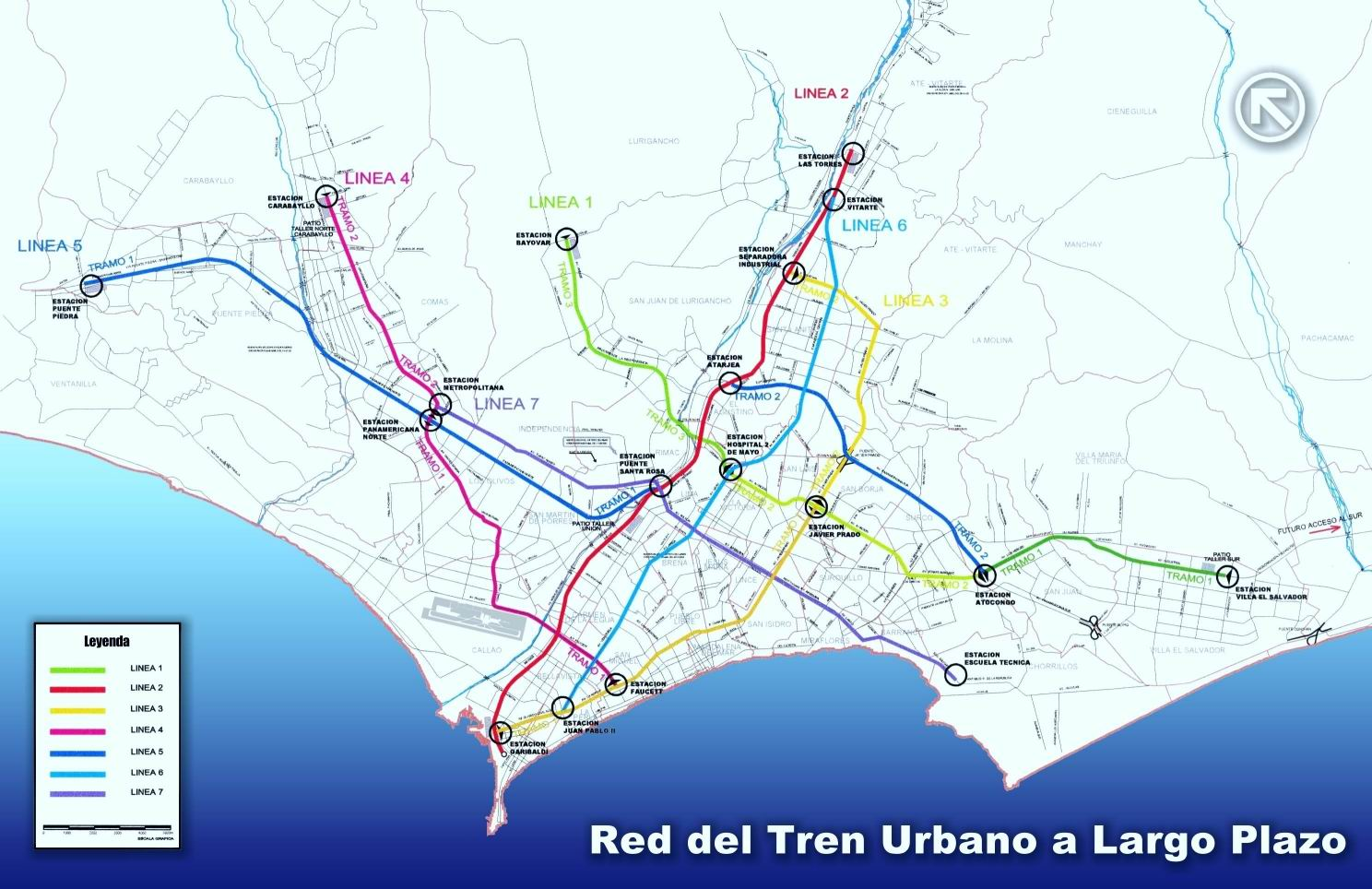
План развития метрополитена

Метрополите́н Ли́мы (Tren Eléctrico, трен электрико) — система линий метро столицы и крупнейшего города Перу — Лимы. Состоит из расположенной в южной части города одной первой линии, первой очереди второй линии в восточной и нескольких строящихся и проектируемых линий в Большой Лиме (агломерации-регионе Лима-Метрополитана).
Первая часть Линии 1 с момента постройки в 1997 году открылась лишь для тестовой эксплуатации в 2001—2002 гг. и для регулярной эксплуатации в 2003 году. Работа над продлением линии продолжалась с марта 2010 года, а открытие всей линии состоялось 5 апреля 2012 года. Первая очередь Линии 2, состоящая из 5 станций открылась 21 декабря 2023 года, полное окончание строительства всей линии ожидается к 2028 году.
Метро имеет самые длинные эстакады в Латинской Америке и, до 2017 года, в мире, после рекорд перешёл к Линии 1 Уханьского метрополитена.

## История строительства
В 1972—1973 гг. группа METROLIMA разрабатывает проект для массовой перевозки пассажиров в муниципальном районе города Лимы и города Кальяо. Этот проект был утверждён правительством Перу в 1974 году. Финансирование для проекта было предусмотрено, однако, из-за внезапной болезни президента Веласко и международного экономического кризиса не удалось изыскать необходимых 317 миллионов долларов США.
В 1986 году высшим указом создаётся независимое учреждение по реализации проекта массового железнодорожного транспорта в Лиме и Кальяо. Первыми шагами данного учреждения было обеспечение транспортными средствами, а также строительство путей. Для этого был заключён контракт с компанией Tralima Partnership на строительство первой части Линии 1, которая была запущена лишь в начале XXI века.
С 11 июля 2001 года до сентября 2002 первая часть первой линии работала в бесплатном режиме тестовой эксплуатации по будням с 7:00 до 14:00, а в выходные и праздничные дни с 10:00 до 17:00. Такой тестовый запуск позволил одновременно провести техническое обслуживание и отрегулировать систему, а также изучить спрос на данный вид транспорта и получить опыт его использования.
18 января 2003 г. начинаются коммерческие перевозки в регулярном режиме, а станция Атоконго (Atocongo) становится важнейшим пунктом пересадки на автобусные маршруты, покрывающие весь город.
В 2009 году правительство Перу вложило 300 млн долларов США в развитие метрополитена. 18 августа 2009 г. совместное предприятие Consorcio Tren Eléctrico Lima выиграло конкурсную заявку на окончание строительства Линии 1. Работы начались 2 марта 2010 г. и шли до июля 2011 г. В ходе работ усовершенствованы поезда и реконструированы включённые в линию метро железнодорожные станции, не использовавшиеся в последние 24 года, а также депо.
5 апреля 2012 г. состоялся пуск всей первой линии.

## Сооружение Линии 1
Протяжённость первой части линии метрополитена была 9,2 км от округа Вилья-эль-Сальвадор до станции Атоконго в округе Сан-Хуан-де-Мирафлорес с 7 станциями.
Двускатная эстакада-виадук для Линии 1 имеет длину 11,7 км (общая длина полотна — 22,5 км.). Второй участок, соединяющий мост Атоконго и центр Лимы, был в процессе строительства до июля 2011 г.
В строительстве Линии 1 метрополитена Лимы принимали участие проектная организация Odebrecht и строительная компания Peruvian Graña y Montero.

## Сооружение Линии 2

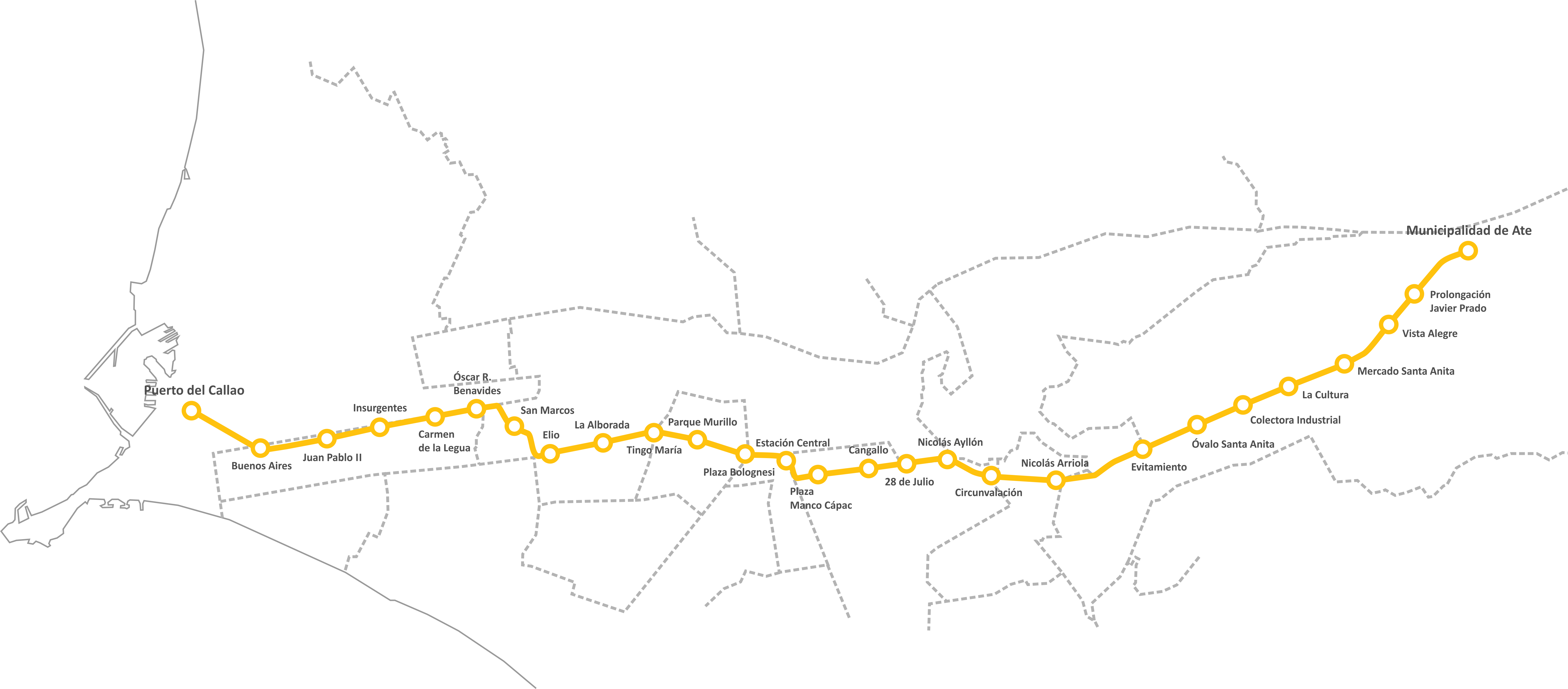
Полный проект линии 2.

15 февраля 2012 года в ходе обсуждения между центральным и муниципальными правительствами, президент Олланта Умала анонсировал грядущее строительство линии 2.  Линия длиной 27 км будет полностью подземной и идти с запада на восток. Линия соединит порт в Кайао, исторический центр города и восточные районы Санта Анита и Ате. Кроме того, на всех станциях будет оборудовано приспособление для инвалидов и лиц с ограниченными возможностями. В конкурсе на строительство победила иностранная компания  и строительство началось в сентябре 2014.

### Очередь 1a
Первая очередь второй линии (1а) была открыта 21 декабря 2023 года.  Пятикилометровый участок с пятью станциями протягивается от станции Эвитамьенто до Меркадо Санта Анита.  Участок пока не имеет пересадки на первую линию, но это будет сделано одновременно с запуском остальных очередей.  Остальная часть линии строится, работы предполагается завершить к 2028 году.

## Проект
В проект развития метрополитена Лимы входят четыре основные линии и ещё три линии запланированы на будущее.
- Линия 1 (северо-восток — юг) от Сан-Хуан-де-Луриганчо до Вилья-эль-Сальвадор по улицам Proceres de la Independencia Ave., Aviación Ave., Tomas Marsano Ave., и Pachacutec Ave.
- Линия 2 (восток — запад) из Чосика в Кальяо по центральной железнодорожной ветке
- Линия 3 (восток — запад) из Ате в Кальяо по улицам La Marina Ave. и Javier Prado Ave.
- Линия 4 (север — юг) из Карабайльо в Сан-Мигель по улице Elmer Faucett Ave. через международный аэропорт имени Хорхе Чавеса.

Три планируемые линии метро:
- Линия 5 из Анкона в Сан-Хуан-де-Мирафлорес
- Линия 6 из Кальяо в Ате по улицам Venezuela Ave., Grau Ave.
- Линия 7 из Комас в Чоррильос по улицам Tupac Amaru Ave., Tacna Ave., Arequipa Ave., Paseo de la República Ave., и República de Panamá Ave.

## Инфраструктура
Существующая система метро втрое быстрее своей предшественницы (железных дорог в пределах города) и, благодаря высокотехнологичному оборудованию, намного безопаснее и удобнее.
Электродепо находится в округе Вилья-эль-Сальвадор.
Для работы метрополитена используется энергия гидроэлектростанций.
Движение поездов - левостороннее на первой линии и правостороннее на второй.

## Линии и станции

### Линия 1[исп.](исп.Línea 1)
|  | «Атоконго» (исп. Atocongo)                     | открыта 18 января 2003 года |
|  | «Сан-Хуан» (исп. San Juan)                     | открыта 18 января 2003 года |
|  | «Мария-Ауксилиадора» (исп. María Auxiliadora)  | открыта 18 января 2003 года |
|  | «Вилья-Мария» (исп. Villa María)               | открыта 18 января 2003 года |
|  | «Пумакауа» (исп. Pumacahua)                    |                             |
|  | «Парке-Индустриаль» (исп. Parque Industrial)   | открыта 18 января 2003 года |
|  | «Вилья-эль-Сальвадор» (исп. Villa El Salvador) | открыта 18 января 2003 года |

### Линия 2[исп.](исп.Línea 2)
| Nro. | Станция              | Дата открытия   | Статус      | Расположение                                               | Район                                     | Пересадка | Тип       |
| ---- | -------------------- | --------------- | ----------- | ---------------------------------------------------------- | ----------------------------------------- | --------- | --------- |
| 1    | Эвитамьенто          | 21 декабря 2023 | Действующая | Avenida Nicolás de Ayllón и Carretera Panamericana en Lima | Distrito de El Agustino и Distrito de Ate |           | Подземная |
| 2    | Овало Санта Анита    | 21 декабря 2023 | Действующая | Av. Nicolás de Ayllón и Av. La Molina                      | Santa Anita и Ate                         |           | Подземная |
| 3    | Колектора Индастриал | 21 декабря 2023 | Действующая | Av. Nicolás de Ayllón и Av. Colectora Industrial           | Santa Anita и Ate                         |           | Подземная |
| 4    | Эрмилио Валдисан     | 21 декабря 2023 | Действующая | Av. Nicolás de Ayllón и Hospital Hermilio Valdizán         | Santa Anita и Ate                         |           | Подземная |
| 5    | Меркадо Санта Анита  | 21 декабря 2023 | Действующая | Av. Nicolás de Ayllón и Av. 22 de Julio                    | Santa Anita и Ate                         |           | Подземная |